# Serrat de la Comella del Cortal
El Serrat de la Comella del Cortal és una serra situada al municipi de Soriguera a la comarca del Pallars Sobirà, amb una elevació màxima de 1.600 metres.